# Romãozinho
Romãozinho é uma criatura do folclore brasileiro. Ele é um menino, filho de um agricultor, ele que sempre gostou de maltratar os animais e destruir as plantas, pois nasceu mau.
Uma vez, sua mãe lhe mandou levar o almoço ao pai, que trabalhava na roça. Ele foi de má-vontade. No meio do caminho, ele comeu a galinha, colocou seus ossos na marmita e levou-a ao pai. Quando o pai viu os ossos em vez da comida, ele perguntou o que aquilo significava. Romãozinho, perfidamente, disse: Deram a mim isso... Eu penso que minha mãe comeu a galinha com o homem que vai a nossa casa quando você não está lá, e enviou-lhe somente os ossos. Enlouquecido de raiva, o pai voltou logo para casa, puxou do punhal e matou a esposa. Antes de morrer, a mãe amaldiçoou o filho que ria, dizendo: Você não morrerá nunca! Você não conhecerá o céu ou o inferno, nem repousará enquanto existir um vivente sobre a terra!
Romãozinho riu ante a maldição e foi embora. Desde então, o menino nunca cresceu, anda pelas estradas e faz travessuras, como quebrar as telhas dos telhados a pedradas, assustar os homens e tortura as galinhas.
Em algumas oportunidades, faz coisas boas. Há uma história que diz que uma mulher grávida estava sozinha e entrou em trabalho de parto, e no desespero chamou por Romãozinho e este foi à casa da parteira que depenava uma galinha, a galinha de repente saiu da mão dela e saiu voando, a parteira saiu correndo atrás e a galinha foi jogada na casa da mulher que estava em trabalho de parto.